# 吉羽天満宮
吉羽天満宮（よしばてんまんぐう）は、埼玉県久喜市吉羽字前358にある神社。吉羽天神社（よしばてんじんじゃ）または単に天神社（てんじんじゃ）とも称される。

## 祭事
- 菅原道真公（すがわらみちざねこう）

7月25日（現在では7月25日近くの日曜日）には獅子舞（おししさま、おしっさま）を奉納する行事がある。この行事は戦前までは盛んであったが、戦後になると次第に衰退し途絶えていた。その後、1962年（昭和37年）頃の獅子舞に関する録音テープが発見され、1982年（昭和57年）より徐々に復興され現在に至っている。この獅子舞は久喜市の無形民俗文化財の一つである。
この他に、かつて火渡り行事が1月25日に行われていたが、今日では行われていない。この行事には「火渡りをすると長生きをする」という伝承がある。

## 境内

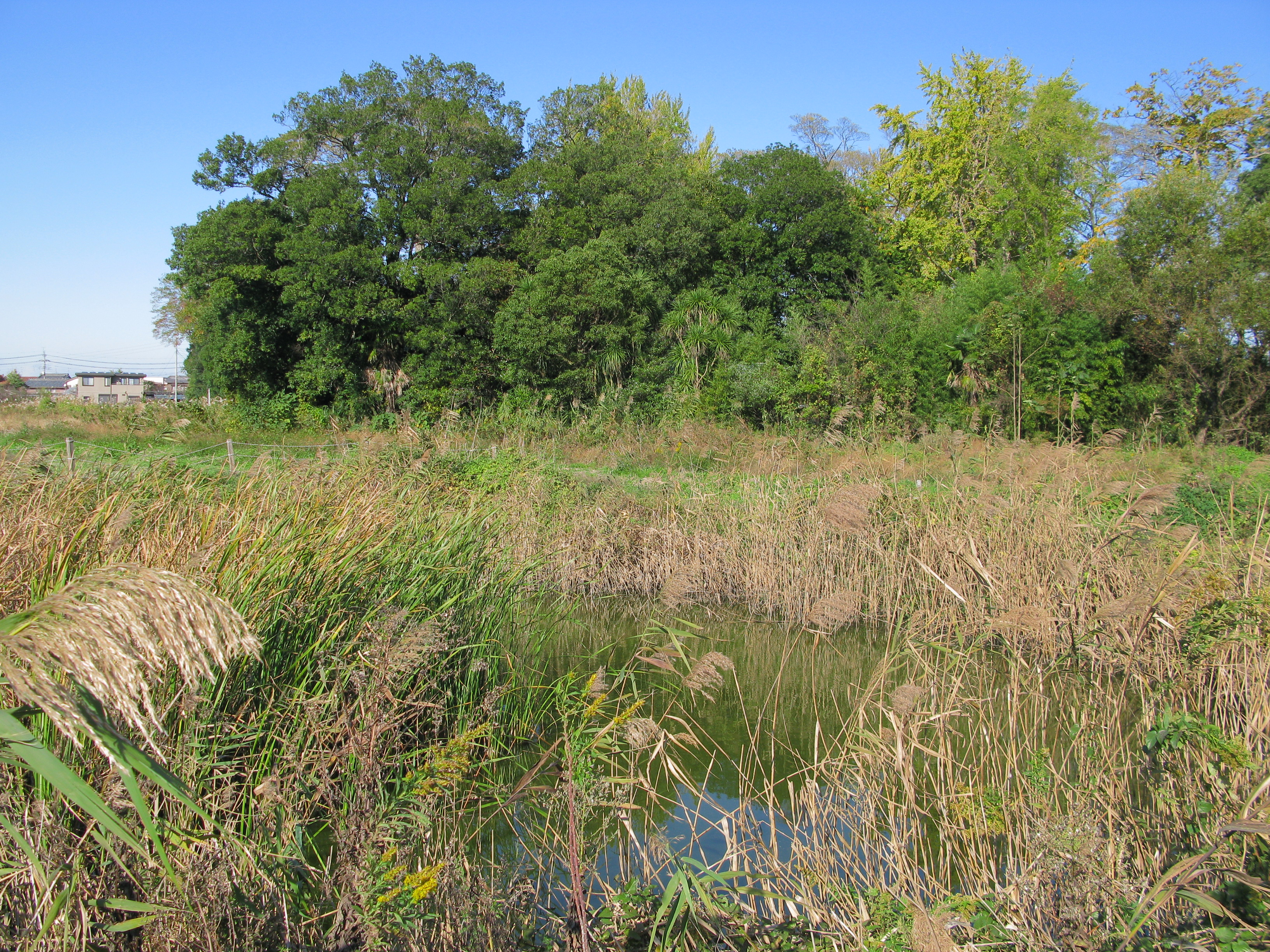
天神池（2011年11月）

境内地面積は734坪である境内施設として本殿・鳥居・社務所・社叢・手水舎・天神様児童遊園（ブランコ・滑り台・うんてい）・灯籠・1798年（寛政10年）奉納の阿形と吽形の狛犬一対（久喜市久喜区域では最古のもの）・1783年（天明3年）奉納の道標・便所などである。
南側には小高い山が存在しており、その山の登り口付近に「武州埼玉郡吉羽村」と彫られた石碑が所在している。また同地は久喜市の自然環境保全地区となっている。そのためプラタナス・ムクロジュなどの保存樹木も植生している。

### 天神池
天神池（てんじんいけ）は久喜市吉羽字前に所在する池である。吉羽天満宮の南方に所在しており、明治期の記録である武藏國郡村誌には「東西十三間八分　南北十間八分　周囲四十五間　村の南方字前にあり」という記述がみられる。この池には「丸い池を7まわりすると大蛇が出る。（別説では、7まわり半するとヌシが出る）」というものや「昔、池に大蛇がいて引き込まれる」という伝承・伝説がある。

## 境内社
境内社として御嶽神社・浅間神社・稲荷神社・猿田彦大神・妙義神社・十一面観音が祀られている。

## 現地情報
所在地
- 埼玉県久喜市吉羽字前358

交通アクセス
- 最寄バス停：朝日自動車バス停「沼向公園入口」下車後、徒歩約5分

周辺
- 新規堀用水
- 中堀落川
- 古利根川水循環センター
- 首都圏中央連絡自動車道（建設中）